# L'Équipage (1928)
L'Équipage is een Franse dramafilm uit 1928 onder regie van Maurice Tourneur. Het scenario is gebaseerd op de gelijknamige roman uit 1923 van de Franse auteur Joseph Kessel.

## Verhaal
Denise Maury wordt verliefd op luitenant Herbillon. Hij weet niet dat zij de vrouw is van zijn overste. Als de luitenant omkomt tijdens een luchtgevecht, vindt de man uiteindelijk geluk bij zijn vrouw.

## Rolverdeling
| Acteur             | Personage                     |
| ------------------ | ----------------------------- |
| Camille Bert       | Berthier                      |
| Jean Dax           | Claude Maury                  |
| Pierre de Guingand | Commandant van het escadrille |
| Daniel Mendaille   | Deschamps                     |
| Georges Charlia    | Jean Herbillon                |
| René Donnio        | Mecanicien                    |
| Claire de Lorez    | Denise Maury                  |